# الجمعية الأردنية للزراعة العضوية
الجمعية الأردنية للزراعة العضوية هي منظمة غير حكومية تأسست عام 2005م بهدف تشجيع ومساعدة المنتجين (مزارعين ومصنعين) على تبني الزراعة العضوية كنظام زراعي مستدام يعمل على إنتاج منتجات واغذية ذات جودة عالية متطابقة مع الشروط الدولية للإنتاج العضوي للمحافظة على صحة الإنسان والبيئة. كما تهدف الجمعية إلى نشر مفهوم الزراعة العضوية بين كافة شرائح المجتمع الأردني وفوائد هذه الزراعة للإنسان والبيئة من أجل تحقيق تنمية اقتصادية واجتماعية وبيئية. وتضم الجمعية أعضاء من ذوي الاختصاص والخبرة في مجال الزراعة العضوية من مهندسين زراعيين واكاديمين ومزارعين وممثلين للمكاتب الإقليمية لمؤسسات دولية في الأردن وغيرهم ممن يعمل على خدمة أهداف الجمعية ويساهم في تنفيذ أعمالها ونشاطاتها.

## الغاية والأهداف
تتمثل غايات الجمعية وأهدافها في نشر الوعي حول مفهوم الزراعة العضوية ومبادئها ومنتجاتها كغذاء صحي آمن بين كافة شرائح المجتمع الأردني واعتماد معايير للتحقق من مواصفات منتجات الزراعة العضوية بالإضافة إلى تشجيع الأبحاث والدراسات والنشاطات التي من شأنها ان تعمل على تطوير قطاع الزراعة العضوية في الأردن وإقامة المشاريع الريادية في مجال الزراعة العضوية وتشجيع تسويق وفتح قنوات تسويقية للمنتجات العضوية على المستوى المحلي والعربي والدولي وذلك من خلال التعاون مع المؤسسات الوطنية والعربية والدولية العاملة في هذا المجال بالإضافة إلى المشاركة في الأنشطة العلمية والمؤتمرات المحلية والعربية الدولية ذات العلاقة بالزراعة العضوية.
وتعمل الجمعية على تحقيق هذه الأهداف عن طريق عمل قاعدة بيانات لقطاع الزراعة العضوية الأردني وإنتاج نشرات ارشادية ومطبوعات ومواد إعلامية للمزارعين والمرشدين الزراعيين حول الزراعة العضوية وكيفية تبنيها والمشاركة مع المؤسسات ذات العلاقة في وضع الخطط الوطنية لتطوير قطاع الزراعة العضوية الأردني وعقد المؤتمرات والندوات وورش العمل والمحاضرات لتدريب المزارعين والمنتجين والمرشدين الزراعيين حول المواضيع المختلفة في الزراعة العضوية وتقديم الاستشارات في مجال إقامة المزارع العضوية وتحويل المزارع القائمة للإنتاج العضوي.
وعلى الصعيد الوطني والمحلي فان للجمعية مشاركات عديدة منها الانضمام إلى اتحاد جمعيات العمل البيئي والمشاركة في اللجان المختصة حول الزراعة العضوية في وزارة الزراعة ومؤسسة نهر الأردن وتشمل لجنة تطوير التشريعات والتي عملت على اعداد مسودة نظام الزراعة العضوية واللجنة الفنية لاعداد قانون الزراعة العضوية واللجنة الفنية لاعداد تعليمات نظام الزراعة العضوية مع الجهات ذات العلاقة ولجنة تطوير الإطار المؤسسي والتي عملت على تنسيق برامج التدريب والتوعية في مجال الزراعة العضوية. أما على الصعيد الدولي تعتبر الجمعية عضواً في الاتحاد العالمي لحركات الزراعة العضوية (IFOAM) والاتحاد الدولي لحماية الطبيعية (IUCN).
وتقوم الجمعية بتنفيذ العديد من البرامج والانشطة والمشاريع التي تحقق غاياتها واهدافها وتنسجم معها حيث تم تنفيذ العديد من المشاريع الممولة من منظمات دولية مثل مشروع «التوعية بالملوثات العضوية الثابتة (POPs)» والذي اشتمل على إجراء دراسة «المسح الوطني للملوثات العضوية الثابتة» وورشات عمل ومحاضرات وانشطة توعية تدريبية في مجال مخاطر الملوثات العضوية الثابتة على البيئة واعتمد أسلوب المدارس الحقلية في تنفيذ الانشطة مما ساهم في اكساب المزارعين ممارسات زراعية جديدة تعتمد تقنيات الإنتاج العضوي وقامت الجمعية من خلال أنشطة التدريب في هذا المشروع بمساعدة ثلاثة مزارع للتحول إلى الإنتاج العضوي باشراف مستمر ودوري بالإضافة إلى اعداد المطبوعات والمواد التدريبية ومن اهمها كتيب أساسيات الزراعة العضوية. كما قامت الجمعية بتدريب عدد من المهندسين الزراعيين في مجال التفتيش على المزارع تحت التحول لنظام الزراعة العضوية واستكمل هذا النشاط من خلال مؤسسة نهر الأردن حيث تم تأهيل عدد من المفتشين المعتمدين على المستوى الوطني. اما مشروع «الاستخدام المستدام للمياه المعالجة لزيادة الدخل ومكافحة الفقر في منطقة شرق محافظة الزرقاء» الممول من الوكالة الإسبانية للتنمية والتعاون الدولي فقد عمل على مساعدة المزارعين على الاستغلال الامثل للمياه العادمة المعالجة في إنتاج الاعلاف الخضراء بالإضافة إلى زراعة الاشجار الحرجية للاغراض الاقتصادية مثل الخشب، وإقامة مشغل لاستغلال الاخشاب ومخلفات التقليم ومشغل لمعالجة الاعلاف الخضراء وإنتاج السيلاج في منطقة الضليل.
ومن المشاريع التي تنفذ حالياً مشروع «التحول للزراعة العضوية» الممول من قبل مرفق البيئة العالمي / برنامج المنح الصغيرة للجمعيات غير الحكومية والمدعوم من قبل برنامج الامم المتحدة الانمائي (UNDP) وتتلخص أهداف المشروع في تحويل عدد من المزارع في المملكة إلى الإنتاج العضوي ورفع الوعي بين المزارعين والمستهلكين حول الزراعة العضوية ودورها في إنتاج الغذاء الصحي وتدريب المرشدين والمزارعين على تقنيات الإنتاج العضوي وحماية البيئة وتقليل الأثر الناتج عن الملوثات الكيميائية الزراعية على الصحة العامة.
ويركز المشروع على مساعدة عدد من المزارعين للتحول إلى الإنتاج العضوي والحصول على شهادة الزراعة العضوية من جهات الإصدار المعتمدة مما يحسن من الفرص التسويقية لمنتجاتهم العضوية، حيث تم تنفيذ عدد من المسوحات لاختيار المزارع المؤهلة في مناطق مختلفة في محافظة البلقاء وعجلون وعمان وتم متابعة المزارع المستهدفة من خلال الزيارات الميدانية وتقديم الاستشارة الفنية وأيام الحقل ومساعدة المزارعين في اعداد المستخلصات الطبيعية اللازمة لتحسين خصوبة التربة ومكافحة الآفات الزراعية. كما قامت الجمعية بتنفيذ ورشات عمل تدريبية استهدفت المزارعين والمرشدين الزراعيين في مجال تقنيات الإنتاج العضوي وتحويل المزارع للإنتاج العضوي وشملت التدريب على مواضيع تقنيات الإنتاج العضوي، اعداد السماد العضوي، الأسمدة العضوية والطبيعية، مكافحة الآفات الزراعية، المكافحة البيولوجية للآفات الزراعية، بدائل المبيدات الكيماوية، تصنيع المنتجات العضوية، تعليمات ومواصفات الإنتاج العضوي. وتتضمن خطة عمل المشروع المساعدة في عملية تسويق المنتجات العضوية وفتح قنوات تسويقية جديدة للمزارع من خلال المشاركة في المعارض الزراعية والتعاون مع جمعية مصدري الخضار والفواكه وبرية الأردن وغيرها من المؤسسات العاملة في مجال تسويق المنتجات. ويجدر الإشارة إلى ان مشروع التحول للزراعة العضوية ينفذ بالتنسيق والتعاون مع وزارة الزراعة وتتطلع الجمعية في المستقبل القريب إلى تنفيذ مشروع آخر لمساعدة المزارعين في مناطق أخرى في المملكة للتحول إلى الإنتاج العضوي والحصول على شهادة الزراعة العضوية.